# Carl Ditters von Dittersdorf
August Carl Ditters von Dittersdorf (Vienna, 2 novembre 1739 – Deštná, 24 ottobre 1799) è stato un compositore e violinista austriaco.
Sommo compositore del Classicismo, scrisse 32 opere e Singspiel, dei quali in parte fu anche autore dei libretti. Ancora oggi è ricordato per i suoi lavori strumentali e soprattutto per il suo Singspiel Der Doktor und sein Apotheker.

## Biografia
Suo padre, Paul Ditters, era un fabbricante di costumi presso la corte imperiale e il teatro di Vienna. Fin da piccolo fu istruito presso la scuola dei Gesuiti, dove, a sette anni, iniziò a prendere lezioni di violino: tra i suoi insegnanti ebbe il violinista Joseph Paul Ziegler. La sua carriera musicale iniziò il 1º marzo 1751, quando entrò nell'orchestra del principe di Sassonia-Hildburghausen come violinista. Nello stesso periodo entrò anche nell'orchestra dell'opera della corte di Vienna. In questi anni studiò contrappunto e composizione sotto l'insegnamento di Giuseppe Bonno. Nel 1763 fu accompagnato da Christoph Willibald Gluck in un viaggio in Italia, dove Dittersdorf ottenne grande successo come virtuoso del violino.
Nel 1765 diventò maestro di cappella del vescovo di Oradea in Ungheria, succedendo a Michael Haydn. In questo periodo Dittersdorf ebbe un'attività compositiva molto creativa: egli infatti compose parecchia musica da camera, nonché opere liriche, come L'amore in musica e oratori, come Isacco. Però nel 1769 dovette sciogliere l'orchestra, dato che il vescovo era stato denunciato alla corte imperiale per condotta profana. Lasciò quindi Oradea per entrare come direttore della cappella del principe-vescovo di Breslavia, Philipp Gotthard von Schaffgotsch, presso il Castello di Jánský Vrch a Javorník. Successivamente fu nominato ispettore delle foreste vescovili. Il 3 marzo 1772 sposò Nicolina Trink, un soprano ungherese.
Il 5 giugno 1773 ricevette dall'imperatrice Maria Teresa un titolo nobiliare e da questo momento in poi il suo cognome sarà Ditters von Dittersdorf. Poco prima aveva ricevuto l'Ordine dello Speron d'oro dal Papa.
A Johannesberg continuò la sua produzione teatrale e concertistica. Durante il 1776 scrisse svariate opere per il teatro del principe Esterházy, fra le quali L'Arcifanfano, re de' matti su libretto di Carlo Goldoni.
Nel 1784 si recò a Vienna, dove in un quartetto d'archi suonò assieme a Franz Joseph Haydn, Wolfgang Amadeus Mozart e Johann Baptist Vanhal. Si trattenne presso la capitale dell'impero fino al 1787, dove nell'11 luglio 1786 mise in scena il famoso singspiel Doktor und Apotheker. Nella città austriaca ebbe anche modo di sentir suonare il violinista Giovanni Mane Giornovichi per il quale spese parole di apprezzamento.
Nel 1794, dopo ventiquattro anni di onorato servizio presso Javorník, Dittersdorf ebbe un acceso scontro con il datore di lavoro Schaffgotsch e quindi fu espulso dal palazzo. Nel 1796, fu accolto dal barone Ignaz von Stillfried, signore di Červená Lhota in Boemia. Tre anni dopo Ditters morì, in miseria e afflitto dalla gotta, in una casa di proprietà del nobiluomo, nel vicino villaggio di Lipovká (comune di Deštná).
Le sue memorie, Lebenbeschreibung, sono state pubblicate a Lipsia nel 1801.

## Considerazioni sull'artista
Con l'eccezione dei pezzi per contrabbasso, i suoi lavori sono raramente eseguiti al giorno d'oggi. Tuttavia al suo tempo era considerato un importante compositore del classicismo. Dopo aver scritto varie opere buffe italiane, compose anche parecchi singspiel, come Doktor und Apotheker, il quale ottenne uno strepitoso successo all'epoca, venendo, tra l'altro, rappresentato in tutta Europa.Le sue sinfonie (circa 110, sicure, a cui si devono aggiungere altre 90, secondo il catalogo pubblicato da Helen Geyer, Torino 1985) sono anch'esse considerate composizioni assai gradevoli con graziose melodie e passaggi brillanti; esse includono anche le dodici ispirate alle Metamorfosi di Ovidio (delle quali solo sei sopravvivono ai giorni nostri) composte nel 1786, che presentano effetti di grande espressività e vivacità. Scrisse, inoltre, oratori, cantate e concerti (inclusi i due per contrabbasso e uno per viola), musica da camera, pezzi per fortepiano e altri lavori.

## Opere

### Concerti
- Concerto per contrabbasso n. 1 in re
- Concerto per contrabbasso n. 2 in mi
- Concerto per viola
- sei concerti per oboe
- Concerto per oboe d'amore
- Doppio concerto per viola e contrabbasso
- Concerto per arpa in la
- Concerto per cembalo in la

### Sinfonie
- Sinfonia concertante
- Sinfonia in fa
- Sinfonia in re minore
- Sinfonia g-moll
- Sinfonia n. 1 sulle Metamorfosi di Ovidio
- Sinfonia n. 2 sulle Metamorfosi di Ovidio
- Sinfonia n. 3 sulle Metamorfosi di Ovidio
- Sinfonia n. 4 sulle Metamorfosi di Ovidio
- Sinfonia n. 5 sulle Metamorfosi di Ovidio
- Sinfonia n. 6 sulle Metamorfosi di Ovidio

### Musica da camera
- Sei trii per archi
- Sei quartetti per archi
- Dodici quintetti per archi
- 136 pezzi per pianoforte
- Duo per viola e violone in mi bemolle
- Divertimento per due violini e violoncello in mi bemolle

### Opere
Di Ditters von Dittersdorf sono note 35 opere. L'anno e la città indicate tra parentesi si riferiscono alla prima rappresentazione.
- L'amore in musica (dramma giocoso, libretto di Carlo Goldoni, 1768, Oradea)
- Monsieur Petiton (intermezzo, libretto di Antonio Palomba dopo Carlo Goldoni, 1768, Oradea)
- Il viaggiatore americano in Joannesberg (farsa, 1771, Jánský Vrch)
- L'amore disprezzato (opera buffa, 1771, Jánský Vrch)
- Il tutore e la pupilla (dramma giocoso, libretto di Carlo Goldoni, 1773, Jánský Vrch)
- Lo sposo burlato (operetta giocosa, libretto di G. B. Cesti, 1773/1775, Jánský Vrch)
- Il tribunale di Giove (serenata con prologo, libretto di A. Landi, 1774)
- Il maniscalco (operetta giocosa, 1775, Jánský Vrch)
- La contadina fedele (1776, Jánský Vrch)
- La moda o sia Gli scompigli domestici (dramma giocoso, libretto di Pietro Cipretti, 1776, Jánský Vrch)
- Il finto pazzo per amore (operetta giocosa, libretto di Tommaso Mariani, 1776, Jánský Vrch)
- Il barone di rocca antica (operetta giocosa, libretto di Giuseppe Petrosellini, 1776, Eszterháza)
- L'Arcifanfano, re de' matti (opera giocosa, libretto di Carlo Goldoni, 1776, Eszterháza)
- I visionari (1776)
- Der Apotheker und der Doktor (Doktor und Apotheker) (opera buffa, 1786, Vienna)
- Betrug durch Aberglauben, oder Die Schatzgräber (opera buffa, libretto di Friedrich Ebert, 1786, Kärntnertortheater di Vienna)
- Democrito corretto (opera giocosa, libretto di Gaetano Brunati, 1787, Vienna)
- Die Liebe in Narrenhause (opera buffa, libretto di Gottlieb Stephanie, 1787, Kärntnertortheater di Vienna)
- Hieronymus Knicker (opera buffa, 1789, Vienna)
- Das rothe Käppchen oder Hilft's nicht, so schadt's nicht (opera buffa, libretto di Carl Ditters von Dittersdorf, 1790, Breslavia)
- Hokus Pokus oder Das Gaukelspiel (opera buffa, libretto di Carl Ditters von Dittersdorf, 1790, Breslavia)
- Der Schiffspatron oder Der neue Gutsherr (opera, 1791, Theater auf der Wieden)
- Das Gespenst mit der Trommel (opera buffa tedesca, libretto di Carl Ditters von Dittersdorf, 1794, Oels)
- Don Quixot der Zweyte (opera buffa, libretto di Carl Ditters von Dittersdorf, 1795, Oels)
- Gott Mars und Der Hauptmann von Bärenzahn (opera buffa, libretto di Carl Ditters von Dittersdorf, 1795, Oels)
- Der Schach von Schiras (opera buffa orientale, libretto di Carl Ditters von Dittersdorf, 1795, Oels)
- Zum Teufel, ein Hydraulikus (1795, Oels)
- Die befreyten Gwelfen (1795, Oels)
- Die lustigen Weiber von Windsor (opera buffa, libretto di G.C. Römer, revisionato da Carl Ditters von Dittersdorf, 1796, Oels)
- Der schöne Herbsttag (1796, Oels)
- Der Durchmarsch (libretto di Carl Ditters von Dittersdorf, 1796)
- Der Terno secco oder Der gedemütigte Stolz (komisches Spiel, libretto di Carl Ditters von Dittersdorf, 1797, Oels)
- Der Mädchenmarkt (opera buffa, libretto di C. A. Herklots, 1797, Oels)
- Die Opera Buffa (opera buffa, libretto di C. F. Bretzner, 1798)
- Don Coribaldi o sia L'usurpata prepotenza (opera, 1798)

## Media
- Sonate A-Dur By Karl Ditters Von Dittersdorf (1739–1799). Published by Doblinger Music Publishers (DB.DM-01196)

- "Ouverture" from the "Hocus Pocus" comic opera (1790)